# Kia Venga
Kia Venga er en bilmodel fra Kia Motors, som kom på markedet i 2009, og som kom til Danmark i maj 2010.
Modellen afløste ikke nogen eksisterende model, men placerer sig størrelsesmæssigt mellem Kia Rio og Kia Soul. Modellen er bygget på samme platform som Soul og Hyundai ix20, og bygges på Hyundais fabrik i Nošovice i Tjekkiet.
Bagsædet er splittet og de to dele kan hver for sig lægges vandret ned, så de kan komme i niveau med bagagerummets gulv. Desuden kan bagsædderne skubbes 16 centimenter frem,
og ryglænet kan vippes lidt bagud.
Bagagerummet har dobbeltbund.
Motorerne har alle 4 cylindre og 16 ventiler. Af benzinmotorer findes en 1,4 og en 1,6 med hhv. 90 og 125 hk. Dieselmotorerne er ligeledes på 1,4 og 1,6 liter. Førstnævnte fås med 75 og 90 hk, mens sidstnævnte fås med 115 og 128 hk.
I Danmark blev den billigste model introduceret i maj 2010 til omkring 180.000 kroner, mens den dyreste blev prissat til 220.000 kroner.
Modellen fik ikke umiddelbart succes i Danmark, hvor den i 2011 solgte blot 89 eksemplarer, men i 2011 blev prisen betydeligt sænket.
Det tyske bilmagasin Auto Bild rapporterede i 2013 om deres langtidstest hvor en række biler blev evalueret efter at have kørt over 100.000 kilometer. 
I testen nåede Kia Venga 1,4 CVVT benzinmodellen ind på en andenplads efter BMW 130i årgang 2009.
Venga's konkurrenter er bl.a. Citroën C3 Picasso, Nissan Note, Lancia Musa og Opel Meriva.

## Tekniske specifikationer[6]
| Model                              | Cylindre | Ventiler | Slag- volume cm³ | Effekt | Effekt | Effekt | Drejnings- moment | Drejnings- moment | 0-100 km/t | Topfart | Årgange | Årgange |
| Model                              | Cylindre | Ventiler | Slag- volume cm³ | kW     | hk     | omdr.  | Nm                | omdr.             | sek.       | km/t    | fra     | til     |
| ---------------------------------- | -------- | -------- | ---------------- | ------ | ------ | ------ | ----------------- | ----------------- | ---------- | ------- | ------- | ------- |
| Kia Venga-modeller med benzinmotor |          |          |                  |        |        |        |                   |                   |            |         |         |         |
| 1.4 CVVT                           | 4        | 16       | 1396             | 66     | 90     | 6000   | 137               | 5000              | 12,9       | 167     | 2009    | nu      |
| 1.6 CVVT                           | 4        | 16       | 1591             | 92     | 125    | 6300   | 154               | 4200              | 10,9       | 182     | 2009    | nu      |
| Kia Venga-modeller med dieselmotor |          |          |                  |        |        |        |                   |                   |            |         |         |         |
| 1.4 CRDi                           | 4        | 16       | 1396             | 55     | 75     | 4000   | 220               | 1750−2350         |            |         | 2009    | nu      |
| 1.4 CRDi                           | 4        | 16       | 1396             | 66     | 90     | 4000   | 220               | 1750−2500         | 14,5       | 167     | 2009    | nu      |
| 1.6 CRDi                           | 4        | 16       | 1582             | 85     | 115    | 4000   | 260               | 1900−2750         | 11,5       | 182     | 2009    | nu      |
| 1.6 CRDi                           | 4        | 16       | 1582             | 94     | 128    | 4000   | 260               | 1900−2750         | 11,1       | 185     | 2009    | nu      |

### Fodnoter
1. 1 2  1.6 CVVT aut.: 0-100 km/t 12,2 sek., topfart 178 km/t
2. ↑  Denne motor findes ikke på det danske modelprogram